# Jack and Jill
Jack and Jill  er en amerikansk komediefilm fra 2011 instrueret af Dennis Dugan med den amerikanske skuespiller Adam Sandler i dobbelte hovedroller som tvillingerne Jack og Jill. Sandler med medforfatter på manuskriptet og producerede filmen, der blev distribueret af Columbia Pictures. Filmen havde premiere den 11. november 2011.
Filmen var en kommerciel succes og indtjente globalt mere end 149 millioner dollars, men fik hård kritik af anmelderne. Filmens vurdering på Rotten Tomatoes er blot 3% og filmen indgår på flere lister over verdens dårligste film. Det er den eneste film, der ved den satiriske Golden Raspberry Awards har "vundet" i samtlige kategorier.
Filmen handler om tvillingeparret Jack og Jill, begge spillet af Sandler. Jack er den dygtige tvilling med en god karriere m.v., der får besøg af sin knap så dygtige, men særdeles pinlige, tvillingesøster Jill.
I filmen medvirker også Al Pacino, der for sin præstation ved den 32. Razzie-Uddeling modtog en Razzie Award. 

## Medvirkende
- Adam Sandler som Jack Sadelstein /Jill Sadelstein
- Al Pacino som sig selv
- Katie Holmes som Erin Sadelstein
- Eugenio Derbez som Felipe / Felipess bedstemor
- Tim Meadows som Ted
- Nick Swardson som Todd
- Allen Covert som Otto
- Elodie Tougne som Sofie Sadelstein
- Rohan Chand som Gary Sadelstein
- Geoff Pierson som Carter Simmons
- Valerie Mahaffey som Bitsy Simmons
- Gad Elmaleh som Xavier
- Gary Valentine som Dallas
- Kristin Davis som Delilah

## Eksterne links
- www.jackandjill-movie.com
- Jack and Jill på Internet Movie Database (engelsk)
- Jack and Jill på Filmdatabasen
- Jack and Jill på Scope
- Jack and Jill i Svensk Filmdatabas (svensk)
- Jack and Jill på AlloCiné (fransk)
- Jack and Jill på MovieMeter (nederlandsk)
- Jack and Jill på AllMovie (engelsk)
- Jack and Jill hos American Film Institute (engelsk)
- Jack and Jills profil hos Encyclopædia Britannica Online (engelsk)
- Jack and Jill på Turner Classic Movies (engelsk)